# Paulo Eduardo de Jesus Pinho
Paulo Eduardo de Jesus Pinho, noto anche con lo pseudonimo di Padu (San Paolo, 7 aprile 1959), è un allenatore di calcio a 5 ed ex giocatore di calcio a 5 brasiliano.

## Carriera
Utilizzato nel ruolo di esterno, Padu ha partecipato alla spedizione brasiliana al Campionato mondiale di calcio a 5 maschile 1985 in Spagna dove i verdeoro si sono confermati Campioni del Mondo. Tre anni dopo ha fatto parte del Brasile che nella finale di Melbourne è stato sconfitto dal Paraguay ai Mondiali del 1988. Terminata la carriera da giocatore al Valencia Vijusa, ha iniziato ad allenare nei campionati spagnoli. Alla guida del Castellón ha vinto la División de Honor nella stagione 2000-01.